# Vòng loại giải vô địch bóng đá trong nhà châu Á 2010
Vòng loại giải vô địch bóng đá trong nhà châu Á 2010 đã được tổ chức trong cuối năm 2009 và đầu năm 2010 để xác định 12 suất vé đến giải đấu chung kết ở Uzbekistan. Các đội tuyển kết thúc thứ nhất, thứ hai và thứ ba trong giải vô địch bóng đá trong nhà châu Á 2008, và quốc gia chủ nhà cho giải thi đấu năm 2010, nhận được tự động góp mặt đến trận chung kết.

## Các đội tuyển vượt qua vòng loại
| Đội tuyển         | Tư cách vượt qua vòng loại                         | Ngày vòng loại       | Tham dự trong trận chung kết |
| ----------------- | -------------------------------------------------- | -------------------- | ---------------------------- |
| Thái Lan          | Á quân Giải vô địch bóng đá trong nhà châu Á 2008  | 16 tháng 5 năm 2008  | 11th                         |
| Iran              | Vô địch Giải vô địch bóng đá trong nhà châu Á 2008 | 16 tháng 5 năm 2008  | 11th                         |
| Nhật Bản          | Hạng ba Giải vô địch bóng đá trong nhà châu Á 2008 | 18 tháng 5 năm 2008  | 11th                         |
| Uzbekistan        | Chủ nhà                                            | 2 tháng 3 năm 2009   | 11th                         |
| Iraq              | Nhì bảng (Tây)                                     | 17 tháng 10 năm 2009 | 8th                          |
| Liban             | Nhất bảng (Tây)                                    | 17 tháng 10 năm 2009 | 7th                          |
| Kuwait            | Ba bảng (Tây)                                      | 18 tháng 10 năm 2009 | 9th                          |
| Kyrgyzstan        | Nhất bảng (Nam và Trung)                           | 11 tháng 11 năm 2009 | 11th                         |
| Turkmenistan      | Ba bảng (Nam và Trung)                             | 12 tháng 11 năm 2009 | 5th                          |
| Tajikistan        | Nhì bảng (Nam và Trung)                            | 12 tháng 11 năm 2009 | 6th                          |
| Trung Quốc        | Nhất bảng (Đông)                                   | 25 tháng 11 năm 2009 | 8th                          |
| Đài Bắc Trung Hoa | Ba bảng (Đông)                                     | 25 tháng 11 năm 2009 | 8th                          |
| Hàn Quốc          | Tư bảng (Đông)                                     | 25 tháng 11 năm 2009 | 10th                         |
| Indonesia         | Nhì bảng (Đông Nam Á)                              | 24 tháng 2 năm 2010  | 7th                          |
| Úc                | Nhất bảng (Đông Nam Á)                             | 24 tháng 2 năm 2010  | 4th                          |
| Việt Nam          | Ba bảng (Đông Nam Á)                               | 25 tháng 2 năm 2010  | 2nd                          |

## Các khu vực

### Đông Nam Á

#### Vòng bảng

##### Bảng A
| Đội       | Tr | T | H | B | BT | BB | HS  | Đ |
| --------- | -- | - | - | - | -- | -- | --- | - |
| Úc        | 2  | 2 | 0 | 0 | 10 | 2  | +8  | 6 |
| Indonesia | 2  | 1 | 0 | 1 | 8  | 5  | +3  | 3 |
| Myanmar   | 2  | 0 | 0 | 2 | 2  | 13 | −11 | 0 |

| Úc                                                              | 6 – 1    | Myanmar          |
| --------------------------------------------------------------- | -------- | ---------------- |
| Giovenali 3', 12' · Rogić 10', 16' · Fogarty 19' · Fernando 32' | Chi tiết | Zaw Moe Naing 6' |

| Myanmar           | 1 – 7    | Indonesia                                                                    |
| ----------------- | -------- | ---------------------------------------------------------------------------- |
| Han Naing Soe 38' | Chi tiết | Handoyo 5', 6' · Matulessy 19', 23' · Purba 28' · Karmadi 33' · Ohorella 34' |

| Úc                                                  | 4 – 1    | Indonesia     |
| --------------------------------------------------- | -------- | ------------- |
| Seeto 5' · Keith 14' · Fernando 27' · Giovenali 37' | Chi tiết | Karismawan 9' |

##### Bảng B
| Đội         | Tr | T | H | B | BT | BB | HS  | Đ |
| ----------- | -- | - | - | - | -- | -- | --- | - |
| Malaysia    | 3  | 2 | 1 | 0 | 19 | 4  | +15 | 7 |
| Việt Nam    | 3  | 2 | 1 | 0 | 18 | 5  | +13 | 7 |
| Philippines | 3  | 1 | 0 | 2 | 10 | 12 | −2  | 3 |
| Campuchia   | 3  | 0 | 0 | 3 | 7  | 33 | −26 | 0 |

| Malaysia                                           | 4 – 1    | Philippines |
| -------------------------------------------------- | -------- | ----------- |
| Mohamad 14' · Zainal 29' · Effendy 31' · Harif 33' | Chi tiết | Zerrudo 38' |

| Việt Nam | 12 – 2   | Campuchia                             |
| --- | -------- | ------------------------------------- |
| Trần Quang Duy 8', 39' · Nguyễn Quốc Bảo 11', 30' · Nguyễn Bảo Quân 11', 32' · Nguyễn Hoàng Giang 16', 39' · Nguyễn Trọng Thiện 18' · Phạm Minh Giang 29' · Nguyễn Đình Hoàng 32' · Nguyễn Quang Minh 33' | Chi tiết | Dor Vireak 18' · Ouk Sereyratanak 28' |

| Philippines   | 1 – 4    | Việt Nam                                                                          |
| ------------- | -------- | --------------------------------------------------------------------------------- |
| Bahadoran 40' | Chi tiết | Ngô Duy Khánh 6' · Zerrudo 27' (l.n.) · Nguyễn Quốc Bảo 33' · Phạm Minh Giang 34' |

| Campuchia            | 1 – 13   | Malaysia |
| -------------------- | -------- | --- |
| Ouk Sereyratanak 30' | Chi tiết | Kadir 3', 12', 31', 32' · Abdul Aziz 10', 18', 31' · Mohamad 25' · Harif 25', 27' · Noor 35', 38' · Karnim 39' |

| Malaysia               | 2 – 2    | Việt Nam                                      |
| ---------------------- | -------- | --------------------------------------------- |
| Noor 31' · Effendy 33' | Chi tiết | Nguyễn Trọng Thiện 10' · Trương Quốc Tuấn 12' |

| Campuchia                                                                | 4 – 8    | Philippines                                                     |
| ------------------------------------------------------------------------ | -------- | --------------------------------------------------------------- |
| Dor Vireak 8' · Soun Thorn 14' · Bahadoran 16' (l.n.) · Be Put Sotha 31' | Chi tiết | Bahadoran 5', 6', 21', 24', 25', 39' · Mallari 9' · Zerrudo 29' |

#### Vòng đấu loại trực tiếp
|  | Bán kết              | Bán kết   |                      |   | Chung kết | Chung kết |
|  |                      |           |                      |   |           |           |
|  | 24 tháng 2 – Jakarta |           |                      |   |           |           |
|  |                      |           |                      |   |           |           |
|  | Malaysia             | 3         |                      |   |           |           |
|  | Malaysia             | 3         | 25 tháng 2 – Jakarta |   |           |           |
|  | Indonesia            | 5         |                      |   |           |           |
|  | Indonesia            | 5         | Úc                   | 3 |           |           |
|  | 24 tháng 2 – Jakarta |           | Úc                   | 3 |           |           |
|  |                      | Indonesia | 0                    |   |           |           |
|  | Úc                   | Indonesia | 0                    | 4 |           |           |
|  | Úc                   |           |                      | 4 |           |           |
|  | Việt Nam             | 1         |                      |   |           |           |
|  | Việt Nam             | 1         | Tranh hạng ba        |   |           |           |
|  |                      |           |                      |   |           |           |
|  | 25 tháng 2 – Jakarta |           |                      |   |           |           |
|  |                      |           |                      |   |           |           |
|  | Malaysia             | 3         |                      |   |           |           |
|  | Malaysia             | 3         |                      |   |           |           |
|  | Việt Nam (h.p.)      | 6         |                      |   |           |           |

##### Bán kết
| Malaysia                           | 3 – 5    | Indonesia                                                               |
| ---------------------------------- | -------- | ----------------------------------------------------------------------- |
| Karnim 18' · Harif 37' · Haris 39' | Chi tiết | Ladjanibi 28', 35' (ph.đ.) · Suryasaputra 33' · Purba 35' · Karmadi 39' |

| Úc                                 | 4 – 1    | Việt Nam             |
| ---------------------------------- | -------- | -------------------- |
| Fernando 16', 39' · Seeto 18', 31' | Chi tiết | Trương Quốc Tuấn 21' |

##### Play-off tranh hạng ba
| Malaysia                             | 3 – 6 (s.h.p.) | Việt Nam                                                      |
| ------------------------------------ | -------------- | ------------------------------------------------------------- |
| Kadir 12' · Zainal 14' · Effendy 24' | Chi tiết       | Ngô Duy Khánh 5', 50', 50', 50' · Nguyễn Hoàng Giang 19', 40' |

##### Chung kết
| Indonesia | 0 – 3    | Úc                          |
| --------- | -------- | --------------------------- |
|           | Chi tiết | Seeto 7', 38' · Vizzari 21' |

### Đông

#### Vòng bảng

##### Bảng A
| Đội               | Tr | T | H | B | BT | BB | HS  | Đ |
| ----------------- | -- | - | - | - | -- | -- | --- | - |
| Nhật Bản          | 3  | 3 | 0 | 0 | 22 | 3  | +19 | 9 |
| Đài Bắc Trung Hoa | 3  | 2 | 0 | 1 | 13 | 10 | +3  | 6 |
| Hồng Kông         | 3  | 1 | 0 | 2 | 10 | 11 | −1  | 3 |
| Ma Cao            | 3  | 0 | 0 | 3 | 7  | 28 | −21 | 0 |

| Nhật Bản                                                                                               | 10 – 1   | Ma Cao          |
| --- | -------- | --------------- |
| Nagashima 1' · Minamoto 2', 30' · Kawamata 8', 15', 40' · Fujikawa 9' · Nibuya 18', 30' · Watanabe 35' | Chi tiết | Ho Wai Tong 26' |

| Đài Bắc Trung Hoa               | 2 – 1    | Hồng Kông      |
| ------------------------------- | -------- | -------------- |
| Lo Chih-en 31' · Lo Chih-an 35' | Chi tiết | Li Hang Wui 4' |

| Ma Cao                                                                       | 5 – 9    | Đài Bắc Trung Hoa |
| ---------------------------------------------------------------------------- | -------- | --- |
| Libano 4' · Kwok Siu Tin 6' · Ho Wai Tong 8' · Cheung 28' · Chan Man Hou 35' | Chi tiết | Fang Ching-jen 8', 27', 38', 38' · Wang Yong-lun 13' · Chang Fu-hsiang 24', 35' · Lo Chih-en 25' · Lee Meng-chian 37' |

| Hồng Kông | 0 – 8    | Nhật Bản                                                                                       |
| --------- | -------- | ---------------------------------------------------------------------------------------------- |
|           | Chi tiết | Minamoto 2', 24' · Nagashima 5' · Nishitani 8' · Moriya 13' · Kawamata 13' · Sugawara 24', 36' |

| Nhật Bản                                    | 4 – 2    | Đài Bắc Trung Hoa                       |
| ------------------------------------------- | -------- | --------------------------------------- |
| Fujikawa 5', 24' · Kawamata 9' · Shinzo 27' | Chi tiết | Lee Meng-chian 11' · Fang Ching-jen 32' |

| Hồng Kông | 9 – 1    | Ma Cao          |
| --- | -------- | --------------- |
| Cheung Siu Wai 2', 13', 34' · So Loi Keung 3', 32' · Li Ling Fung 10' · Yau Kam Leung 26' · Chu Kwok Leung 31' · Li Hang Wui 33' | Chi tiết | Ho Wai Tong 23' |

##### Bảng B
| Đội        | Tr | T | H | B | BT | BB | HS  | Đ |
| ---------- | -- | - | - | - | -- | -- | --- | - |
| Trung Quốc | 2  | 2 | 0 | 0 | 28 | 4  | +24 | 6 |
| Hàn Quốc   | 2  | 1 | 0 | 1 | 30 | 6  | +24 | 3 |
| Guam       | 2  | 0 | 0 | 2 | 1  | 49 | −48 | 0 |

| Guam | 0 – 23   | Trung Quốc |
| ---- | -------- | --- |
|      | Chi tiết | Liang Shuang 2', 4', 21', 30' · Zhang Xi 5', 7' · Wang Wei 15', 17', 18', 27' · Huang He 15', 26' · Hu Jie 21' · Zhang Jiong 22', 31' · Zhang Xiao 22', 23', 31', 32', 37' · Li Xin 25', 27' · Xia Xun 32' |

| Hàn Quốc | 26 – 1   | Guam     |
| --- | -------- | -------- |
| Shin Jong-hoon 1', 3', 11', 23', 32', 34', 37', 39' · Lee Jung-gyu 1', 21' · Ha Jin-won 9', 35' · Kim Doo-kyo 10' · Kim In-woo 11', 25', 25', 26', 31', 39' · Kim Min-kuk 12' · Kim Jong-man 16' · Jang Min-gyu 17', 39' · Kim Sun-ho 31', 37' · Kang Joo-hyeon 35' | Chi tiết | Cruz 39' |

| Trung Quốc                                                    | 5 – 4    | Hàn Quốc                                                  |
| ------------------------------------------------------------- | -------- | --------------------------------------------------------- |
| Wang Wei 9', 16' · Zhang Xi 16' · Zhang Xiao 17' · Li Xin 30' | Chi tiết | Shin Jong-hoon 1', 16' · Kim Doo-kyo 18' · Ha Jin-won 38' |

#### Phân hạng
| Đội       | Tr | T | H | B | BT | BB | HS  | Đ |
| --------- | -- | - | - | - | -- | -- | --- | - |
| Hồng Kông | 2  | 2 | 0 | 0 | 20 | 3  | +17 | 6 |
| Ma Cao    | 2  | 1 | 0 | 1 | 9  | 11 | −2  | 3 |
| Guam      | 2  | 0 | 0 | 2 | 4  | 19 | −15 | 0 |

| Ma Cao                                                                                                | 8 – 2    | Guam                 |
| --- | -------- | -------------------- |
| Ho Wai Tong 17', 32' · Leong Chong In 18', 26', 39' · Bush 18' (l.n.) · Kwok Siu Tin 21' · Libano 31' | Chi tiết | Cruz 8' · Laanan 24' |

| Hồng Kông | 11 – 2   | Guam                       |
| --- | -------- | -------------------------- |
| So Sheung Kwai 3', 25' · Chu Kwok Leung 5' · Yau Kam Leung 8' · Li Ling Fung 13', 39' · So Loi Keung 15', 25' · Chan Man Chun 22', 29' · Cheung Siu Wai 30' | Chi tiết | Asoshina 22' · Spindel 31' |

#### Vòng đấu loại trực tiếp
|  | Bán kết                | Bán kết  |                        |   | Chung kết | Chung kết |
|  |                        |          |                        |   |           |           |
|  | 28 tháng 11 – Bắc Kinh |          |                        |   |           |           |
|  |                        |          |                        |   |           |           |
|  | Trung Quốc             | 5        |                        |   |           |           |
|  | Trung Quốc             | 5        | 29 tháng 11 – Bắc Kinh |   |           |           |
|  | Đài Bắc Trung Hoa      | 1        |                        |   |           |           |
|  | Đài Bắc Trung Hoa      | 1        | Trung Quốc             | 5 |           |           |
|  | 28 tháng 11 – Bắc Kinh |          | Trung Quốc             | 5 |           |           |
|  |                        | Nhật Bản | 4                      |   |           |           |
|  | Nhật Bản               | Nhật Bản | 4                      | 6 |           |           |
|  | Nhật Bản               |          |                        | 6 |           |           |
|  | Hàn Quốc               | 1        |                        |   |           |           |
|  | Hàn Quốc               | 1        | Tranh hạng ba          |   |           |           |
|  |                        |          |                        |   |           |           |
|  | 29 tháng 11 – Bắc Kinh |          |                        |   |           |           |
|  |                        |          |                        |   |           |           |
|  | Đài Bắc Trung Hoa      | 7        |                        |   |           |           |
|  | Đài Bắc Trung Hoa      | 7        |                        |   |           |           |
|  | Hàn Quốc               | 6        |                        |   |           |           |

##### Bán kết
| Trung Quốc                                          | 5 – 1    | Đài Bắc Trung Hoa |
| --------------------------------------------------- | -------- | ----------------- |
| Zhang Xiao 4', 29' · Wang Wei 23' · Hu Jie 26', 27' | Chi tiết | Lo Chih-en 36'    |

| Nhật Bản                                               | 6 – 1    | Hàn Quốc         |
| ------------------------------------------------------ | -------- | ---------------- |
| Nagashima 12' · Watanabe 12', 21', 23' · Sato 19', 20' | Chi tiết | Jang Min-gyu 37' |

##### Play-off tranh hạng ba
| Đài Bắc Trung Hoa                                                                                            | 7 – 6    | Hàn Quốc                                                                           |
| --- | -------- | ---------------------------------------------------------------------------------- |
| Hsieh Meng-hsuan 2', 27' · Chang Fu-hsiang 3' · Chang Han 18', 29' · Lee Meng-chian 21' · Feng Pao-hsing 29' | Chi tiết | Shin Jong-hoon 2', 34' · Kim Sun-ho 16', 33' · Jang Min-gyu 31' · Kang Woo-ram 31' |

##### Chung kết
| Trung Quốc                                      | 5 – 4    | Nhật Bản                                                |
| ----------------------------------------------- | -------- | ------------------------------------------------------- |
| Zhang Xi 8', 29' · Li Xin 33', 37' · Hu Jie 38' | Chi tiết | Watanabe 2' · Nibuya 11' · Fujikawa 12' · Nagashima 39' |

### Nam và Trung
| Đội          | Tr | T | H | B | BT | BB | HS  | Đ |
| ------------ | -- | - | - | - | -- | -- | --- | - |
| Kyrgyzstan   | 3  | 2 | 1 | 0 | 13 | 7  | +6  | 7 |
| Tajikistan   | 3  | 2 | 0 | 1 | 19 | 8  | +11 | 6 |
| Turkmenistan | 3  | 1 | 1 | 1 | 7  | 9  | −2  | 4 |
| Afghanistan  | 3  | 0 | 0 | 3 | 5  | 20 | −15 | 0 |

| Kyrgyzstan                                                                                        | 8 – 3    | Afghanistan                                  |
| ------------------------------------------------------------------------------------------------- | -------- | -------------------------------------------- |
| Djetybaev 3' · Kadyrov 6', 21', 25' · Tilekeev 10' · Malinin 23' · Baitikov 28' · Abdurazakov 36' | Chi tiết | Tilekeev 9' (l.n.) · Andar 12' · Hashemi 17' |

| Turkmenistan                                          | 3 – 7    | Tajikistan                                                                      |
| ----------------------------------------------------- | -------- | ------------------------------------------------------------------------------- |
| Resulov 8' · Muhamedmuradov 13' · Tagayev 31' (ph.đ.) | Chi tiết | S. Jumaev 7', 18', 25', 30' · Vasiev 11' · Ulmasov 24' · Esenmamedov 34' (l.n.) |

| Afghanistan | 0 – 2    | Turkmenistan                   |
| ----------- | -------- | ------------------------------ |
|             | Chi tiết | Allaberdiyev 25' · Resulov 34' |

| Tajikistan                    | 2 – 3    | Kyrgyzstan                     |
| ----------------------------- | -------- | ------------------------------ |
| Ulmasov 28' · Fatkhulloev 38' | Chi tiết | Kadyrov 10', 35' · Malinin 11' |

| Kyrgyzstan                  | 2 – 2    | Turkmenistan              |
| --------------------------- | -------- | ------------------------- |
| Djetybaev 19' · Malinin 25' | Chi tiết | Atayev 15' · Chariyev 16' |

| Tajikistan                                                                                             | 10 – 2   | Afghanistan               |
| --- | -------- | ------------------------- |
| S. Jumaev 2', 35', 36' · Ulmasov 6', 24', 31' · Fatkhulloev 13', 19' · A. Jumaev 39' · Mamedbabaev 40' | Chi tiết | Nejrabi 20' · Hashemi 35' |

### Tây

#### Vòng bảng

##### Bảng A
| Đội     | Tr | T | H | B | BT | BB | HS | Đ |
| ------- | -- | - | - | - | -- | -- | -- | - |
| Liban   | 2  | 1 | 1 | 0 | 12 | 7  | +5 | 4 |
| Qatar   | 2  | 1 | 0 | 1 | 7  | 11 | −4 | 3 |
| Bahrain | 2  | 0 | 1 | 1 | 7  | 8  | −1 | 1 |

| Bahrain                                         | 4 – 4    | Liban                          |
| ----------------------------------------------- | -------- | ------------------------------ |
| Abbas 8' · S. Mohamed 12', 22' · A. Mohamed 18' | Chi tiết | Takaji 2', 24' · Atwi 32', 35' |

| Qatar                                           | 4 – 3    | Bahrain                                     |
| ----------------------------------------------- | -------- | ------------------------------------------- |
| Gholam 12', 27' · Radhi 27' (l.n.) · Yousuf 37' | Chi tiết | J. Mohamed 27' · Radhi 38' · A. Mohamed 40' |

| Liban                                                                     | 8 – 3    | Qatar                               |
| ------------------------------------------------------------------------- | -------- | ----------------------------------- |
| Atwi 1', 33' · Takaji 3', 22', 25' · Kawsan 23' · El Homsi 34' · Said 40' | Chi tiết | Yousuf 13' · Murtada 15' · Eisa 25' |

##### Bảng B
| Đội    | Tr | T | H | B | BT | BB | HS | Đ |
| ------ | -- | - | - | - | -- | -- | -- | - |
| Iraq   | 2  | 1 | 0 | 1 | 7  | 4  | +3 | 3 |
| Kuwait | 2  | 1 | 0 | 1 | 3  | 3  | 0  | 3 |
| Jordan | 2  | 1 | 0 | 1 | 4  | 7  | −3 | 3 |

| Jordan                 | 2 – 6    | Iraq                                                          |
| ---------------------- | -------- | ------------------------------------------------------------- |
| Al-Zuod 22' · Naji 34' | Chi tiết | Abu Al-Hail 2' · Mohsin 9', 37' · Khalid 17', 28' · Hanna 38' |

| Kuwait         | 1 – 2    | Jordan                   |
| -------------- | -------- | ------------------------ |
| Al-Mekaimi 36' | Chi tiết | Arab 9' · Nasereddin 29' |

| Iraq       | 1 – 2    | Kuwait                                 |
| ---------- | -------- | -------------------------------------- |
| Khalid 10' | Chi tiết | Abu Al-Hail 27' (l.n.) · Al-Mesned 27' |

#### Vòng đấu loại trực tiếp
|  | Bán kết            | Bán kết |                    |   | Chung kết | Chung kết |
|  |                    |         |                    |   |           |           |
|  | 17 tháng 10 – Doha |         |                    |   |           |           |
|  |                    |         |                    |   |           |           |
|  | Liban              | 1       |                    |   |           |           |
|  | Liban              | 1       | 18 tháng 10 – Doha |   |           |           |
|  | Kuwait             | 0       |                    |   |           |           |
|  | Kuwait             | 0       | Liban              | 3 |           |           |
|  | 17 tháng 10 – Doha |         | Liban              | 3 |           |           |
|  |                    | Iraq    | 1                  |   |           |           |
|  | Iraq               | Iraq    | 1                  | 4 |           |           |
|  | Iraq               |         |                    | 4 |           |           |
|  | Qatar              | 0       |                    |   |           |           |
|  | Qatar              | 0       | Tranh hạng ba      |   |           |           |
|  |                    |         |                    |   |           |           |
|  | 18 tháng 10 – Doha |         |                    |   |           |           |
|  |                    |         |                    |   |           |           |
|  | Kuwait (h.p.)      | 13      |                    |   |           |           |
|  | Kuwait (h.p.)      | 13      |                    |   |           |           |
|  | Qatar              | 9       |                    |   |           |           |

##### Bán kết
| Iraq                                             | 4 – 0    | Qatar |
| ------------------------------------------------ | -------- | ----- |
| Saadi 26' · Khalid 32' · Bachay 34' · Mohsin 39' | Chi tiết |       |

| Liban     | 1 – 0    | Kuwait |
| --------- | -------- | ------ |
| Fadel 36' | Chi tiết |        |

##### Play-off tranh hạng ba
| Kuwait | 13 – 9 (s.h.p.) | Qatar                                                                           |
| --- | --------------- | ------------------------------------------------------------------------------- |
| Al-Jaser 3', 17', 33', 36', 43' · Al-Asfour 9' · Al-Nakkas 20', 50' · Al-Mesned 23', 43' · Aman 42' · Al-Turaeji 47' · Al-Othman 49' | Chi tiết        | Eisa 17', 49' · Khalid 23' · Raja 26', 26', 34' · Ebrahim 35' · Gholam 38', 41' |

##### Chung kết
| Liban                                      | 3 – 1    | Iraq       |
| ------------------------------------------ | -------- | ---------- |
| Atwi 29' (ph.đ.) · Kawsan 29' · Takaji 40' | Chi tiết | Bachay 28' |